# العراسي (إب)

تعديل مصدري - تعديل

العراسي محلة تابعة لقرية القبلي، التابعة لعزلة بني محرم بمديرية إب إحدى مديريات محافظة إب في الجمهورية اليمنية، بلغ تعداد سكانها 163 حسب تعداد اليمن لعام 2004.